# East Palace West Palace
Pour plus de détails, voir Fiche technique et Distribution.
Palais du levant, palais du couchant ou East Palace, West Palace ou Derrière la cité interdite (东宫西宫, Dōng gōng xī gōng) est un film chinois réalisé par Zhang Yuan, sorti en 1996, coproduit par la société de production française Quelqu'un d'Autre Productions créée par Christophe Jung. Le film a été présenté au Festival de Cannes en 1997 dans la catégorie Un certain regard.
C'est le premier film à évoquer ouvertement l'homosexualité en Chine. Il a provoqué une rapide censure du gouvernement chinois lors de sa sortie, qui a confisqué le passeport de Zhang Yuan pour l'empêcher de venir présenter son film au Festival de Cannes de 1997. 

## Synopsis
A Lan est un jeune écrivain gay. Arrêté par la police, il se sent attiré par l'inspecteur chargé de l'interroger. Il va faire exprès de prolonger l'entretien, en racontant sa vie et la difficulté de vivre son homosexualité en Chine.

## Fiche technique
- Titre original : 东宫西宫 ou Dōng gōng xī gōng
- Titre français : Palais du levant, palais du couchant
- Titre alternatif : Derrière la cité interdite
- Titre anglais ou international : East Palace, West Palace ou Behind the Forbidden City
- Réalisation : Zhang Yuan
- Scénario : Wang Xiaobo et Zhang Yuan
- Production : Zhang Yuan et Christophe Jung
- Pays d'origine : Chine
- Genre : Drame
- Durée : 90 minutes
- Dates de sortie :
  - France : mai 1997 (Festival de Cannes)
  - Suisse : 18 juillet 1997
  - Canada : 10 septembre 1997 (Toronto International Film Festival)
  - États-Unis : 13 juin 1998 (New York Lesbian and Gay Film Festival)
  - France : 12 mai 2006 (sortie DVD)

## Distribution
- Hu Jun : Xiao Shi
- Si Han : A Lan
- Zhao Wei

## Autour du film
En 1997, le gouvernement chinois arrêta le réalisateur Zhang Yuan et confisqua son passeport. Des amis du cinéaste réussirent néanmoins à franchir les frontières du pays pour présenter le film au Festival de Cannes 1997 dans la section Un certain regard.

## Distinctions
- Meilleur réalisateur, meilleure mise en scène et mention spéciale pour Zhang Jian au festival de Mar del Plata 1996.